# 모스토프스키궁

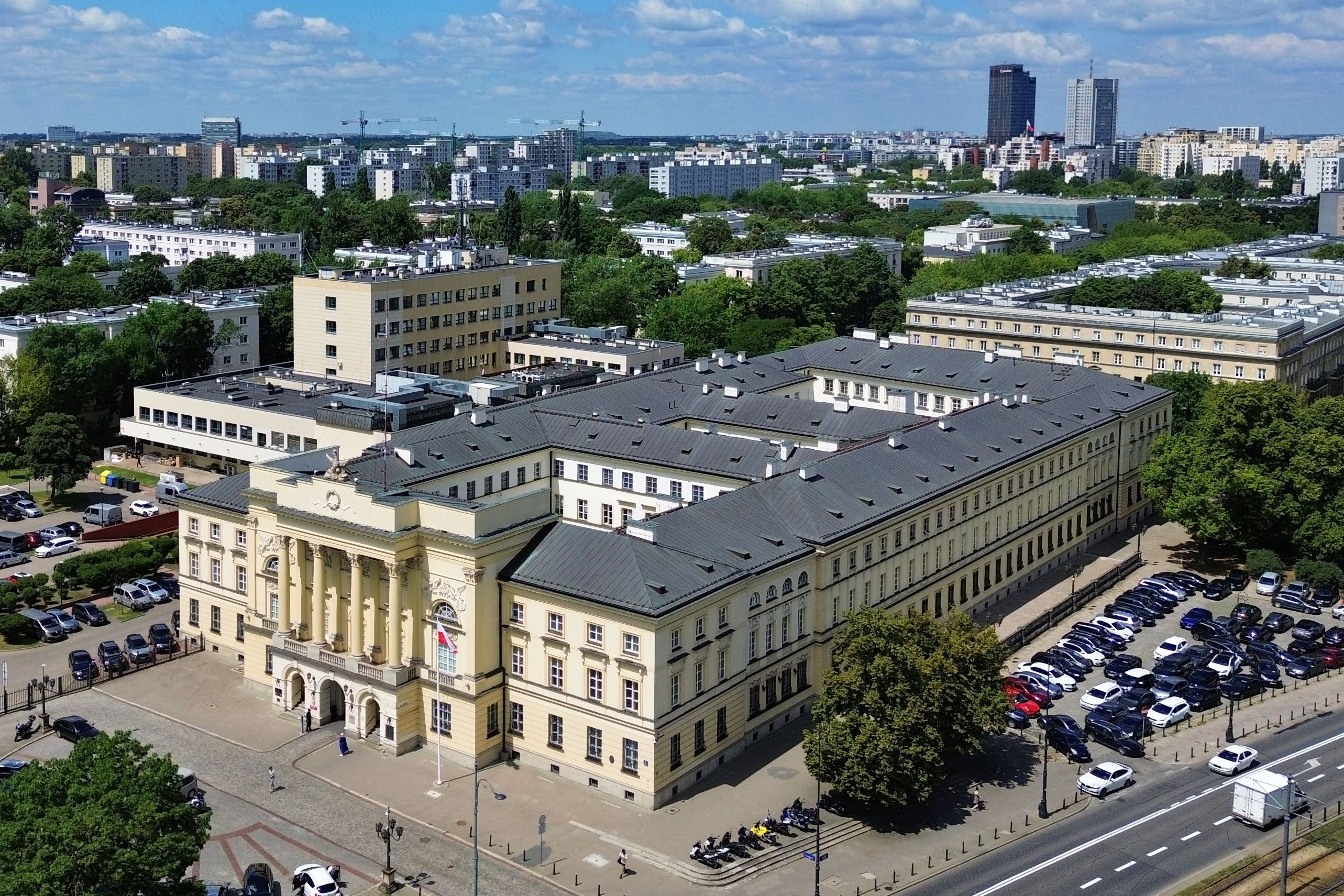
모스토프스키궁

모스토프스키궁(폴란드어: Pałac Mostowskich)은 폴란드 바르샤바에 위치한 18세기 궁전이다.

## 역사
이 궁전은 민스크 주지사인 얀 아우그스트 힐젠을 위해 바로크 양식으로 1762~65년에 지어졌다.
1795년에 상속을 통해 혁명 폴란드의 유명 인물인 타데우시 모스토프스키의 소유가 되었다.
이 궁전은 정부에 의해 매입되어 1823-24년에 안토니오 코라치의 설계에 따라 고전주의 양식으로 재건되었다. 이 건물은 폴란드 의회 내무 및 경찰 위원회의 본부 건물이 되었고, 프레데리크 쇼팽의 연주회 장소가 되었다.
1831년 11월 봉기 당시 러시아 제국 군대의 요구에 따라 궁전을 인수했다.
1920년에 개조되어 다양한 시청의 소재지가 되었다. 제2차 세계 대전 중인 1944년에는 독일군에 의해 정면을 제외하고 모두 파괴되었다. 전쟁 후인 1949년에 재건되었다. 현재는 바르샤바 경찰청이 있다.